# Deprecación
En retórica, la deprecación, dentro de las figuras literarias, es una de las figuras de diálogo. Consiste en emplear la súplica, el ruego o la plegaria para lograr un fin. 
Ejemplo: 
“Sácame de esta muerte,
mi Dios y dame la vida;
no me tengas impedida
en este lazo tan fuerte.
Mira que muero por verte,
y vivir sin ti no quiero
y tan alta vida espero
que muero porque no muero”.

Santa Teresa de Jesús
- Datos: Q8354899